# Jean-Jacques Stenven
Jean-Jacques Stenven est un artiste peintre né en 1950 à Flines-lez-Raches.
Son œuvre se compose principalement de paysages représentant la campagne de la plaine de la Scarpe. Ses tableaux figurent dans les collections du musée de la Chartreuse de Douai, du Centre historique minier de Lewarde, ainsi qu'à l'abbaye du Mont-des-Cats.

## Biographie
Jean-Jacques Stenven est né en 1950 à Flines-lez-Raches.
Il effectue tout d'abord des études aux Beaux-Arts de Douai, puis en atelier privé à Paris. Par la suite, il vit et travaille dans le Nord de la France, à Bouvignies où il retrouve des éléments de paysage qui lui évoquent Brueghel. 
Selon lui, sa relation au paysage, de l'ordre du « sentiment religieux », se résume à « un espace du dehors qui rencontre un espace du dedans ».
En 1977, Jean-Jacques Stenven expose pour la première fois, près de chez lui (Flines-lez-Raches). Par la suite, il expose ses œuvres à Douai, Lille, Paris, Bruxelles, ainsi qu'ailleurs en France et en Belgique.
Son parcours l'amène à établir une correspondance avec le peintre Claude Génisson, à partir de 1980.
Dès 1982, il rencontre Michel Ciry, peintre graveur, membre de l'Académie des Beaux-Arts de Florence et de l'Académie Royale de Belgique, avec qui il se lie d'amitié.
En 1983, il crée également des liens amicaux avec Dom André Louf, abbé de l'abbaye Sainte Marie du Mont des Cats.

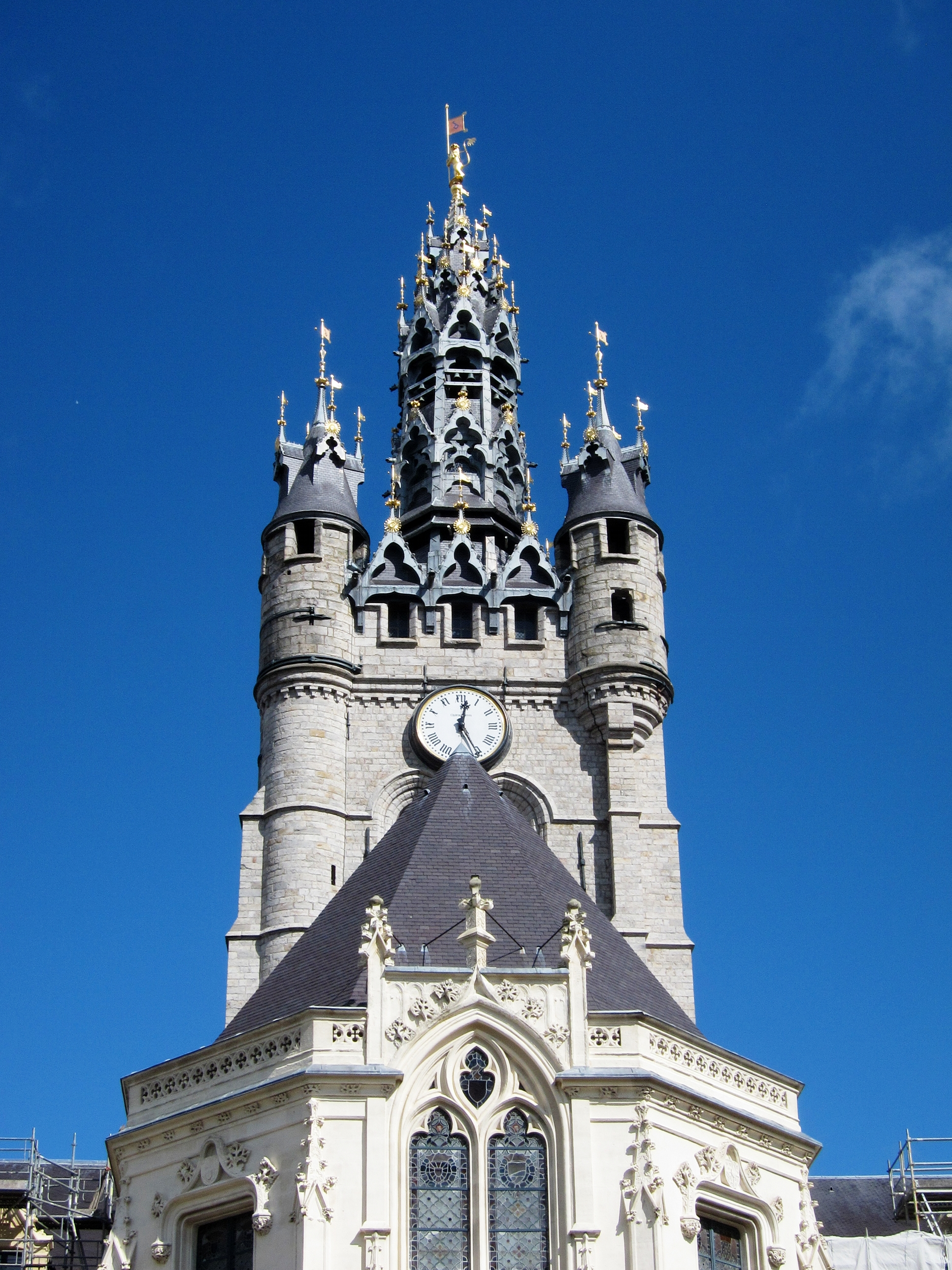
Beffroi de l'Hôtel de ville de Douai

Par la suite, comme l'écrit Alain Bocquet, député-maire de Saint-Amand-les-Eaux : « Jean-Jacques Stenven expose peu souvent. Il travaille avec lenteur, minutie, patience en se laissant le temps. » Il expose néanmoins régulièrement à la Halle aux Draps, sous le beffroi de l'Hôtel de ville de Douai.
Son œuvre, dans laquelle « le divin joue un rôle permanent », comme en témoignent les titres aux références souvent bibliques, se compose essentiellement d'huiles sur toile. Cependant, un ensemble de dessins, de fusains et de créations nées d'autres procédés sont exposés, en avril 2016, à la bibliothèque Marceline Desbordes-Valmore de Douai.
Jean-Jacques Stenven aime faire résonner son œuvre picturale avec les mots d'auteurs et de poètes. Il reçoit le soutien ou la collaboration, au cours de divers projets, de Samuel Garcia, Jean Moraisin, Nimrod, Colette Nys-Mazure ou encore Sylvie Germain, prix Fémina et prix Goncourt des lycéens, qui lui confie dans une lettre se sentir « en résonance » avec sa « contemplation / méditation visuelle ».

## Expositions
- 1977 : Hôtel de ville - Flines-lez-Raches
- 1978 : Galerie Académia - Paris
- 1980 : Galerie Horizon - Paris
- 1982 : Hôtel de ville - Douai
- 1985 : Galerie Herouet - Paris
- 1986 : Hôtel de ville - Douai
- 1987 : Galerie Schémes - Lille
- 1989 : Galerie Amilys - Bruxelles
- 1990 : Salon d'Automne, Groupe des peintres trompe l'œil - Paris
- 1991 : Hôtel de ville - Douai
- 1993 : Galerie des orfèvres - Paris (préface de Jacques Dusquesne, écrivain)
- 1995 : Centre Culturel - Seraing [Belgique] (rétrospective, 90 tableaux)
- 1996 : Conseil Régional du Nord - Pas-de-Calais - Lille
- 1997 : Abbaye Ste Marie - Mont des Cats (préface de Dom André Louf) + "Regards sur les Arts" - Lamballe
- 1999 : Hôtel de ville - Douai

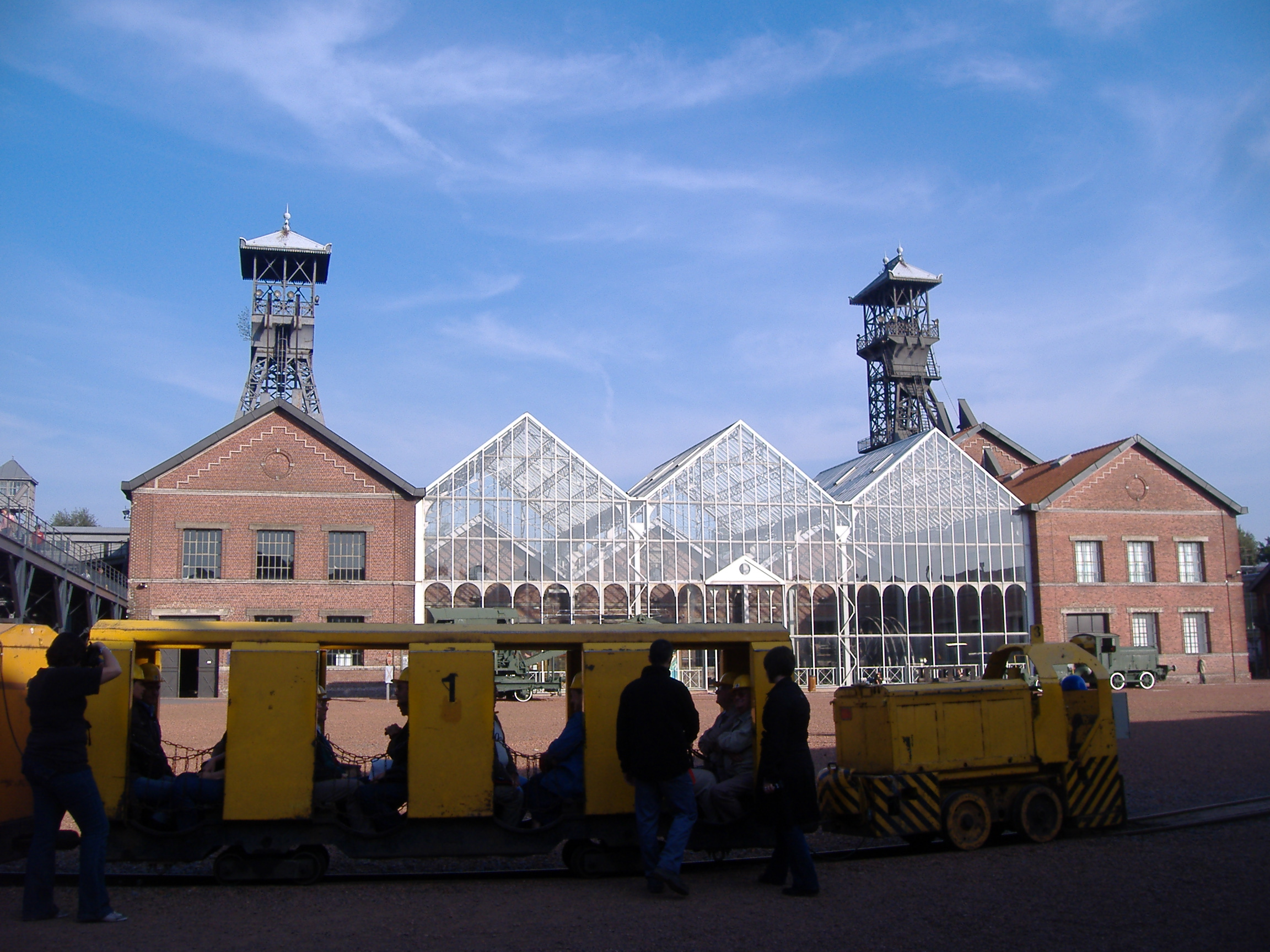
Centre Historique Minier de Lewarde

- Centre Historique Minier de Lewarde2000 : Centre Historique Minier - Lewarde (1er prix de peinture du Salon de la Mine)
- 2001 : Maison des agriculteurs - Parc Naturel Régional Scarpe-Escaut
- 2004 : Salle de la Manutention - Cambrai
- 2005 : Centre Historique Minier - Lewarde (rétrospective)

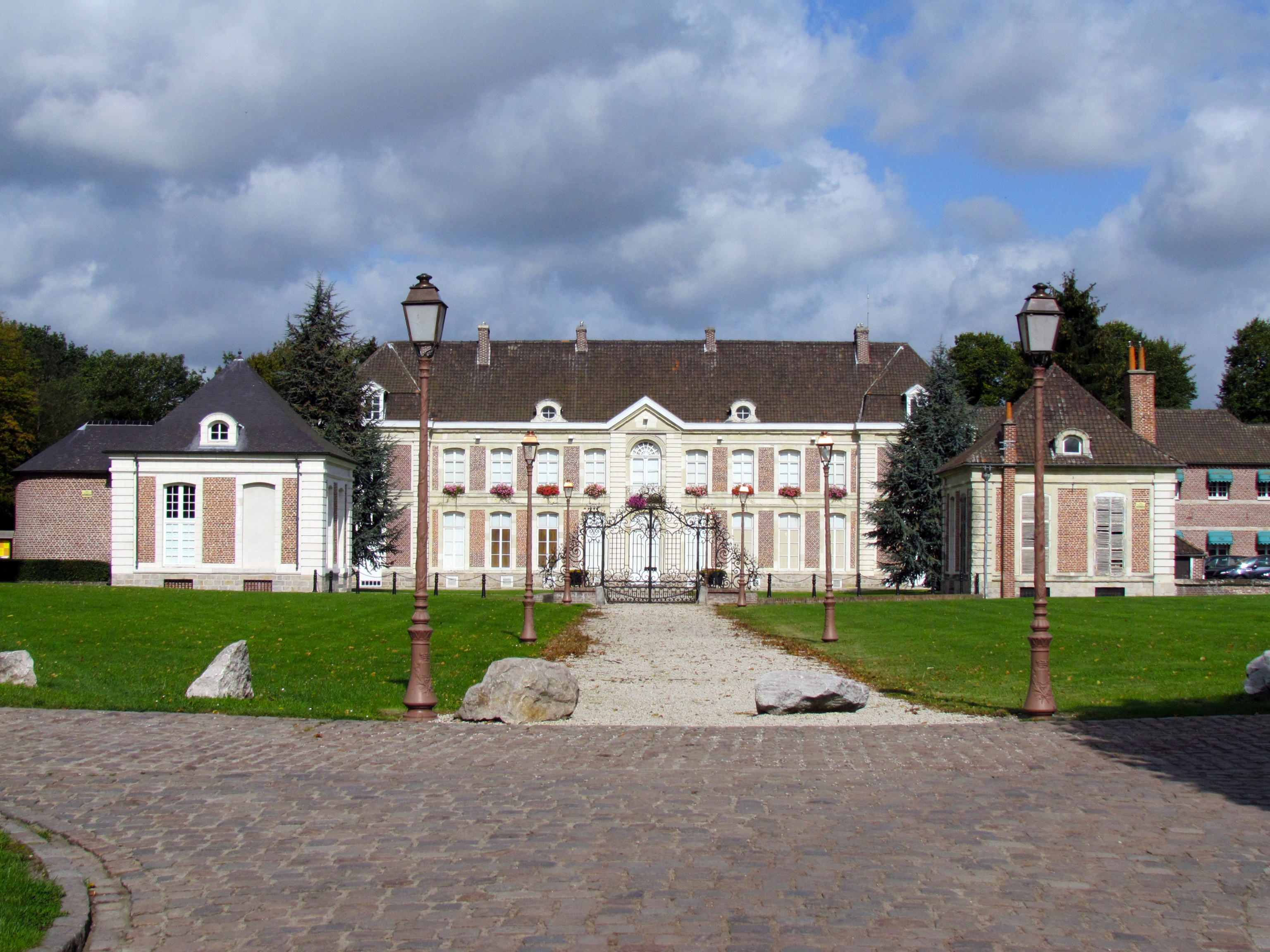
Château de Bernicourt

- Château de Bernicourt2007 : Château de Bernicourt - Roost-Warendin
- 2010 : Château de Bernicourt - Roost-Warendin +  Parc Naturel Régional Scarpe-Escaut (lecture de Dominique Sampiero) + Parc Naturel Transfrontalier du Hainaut
- 2012 : Hôpital Notre-Dame - Seclin

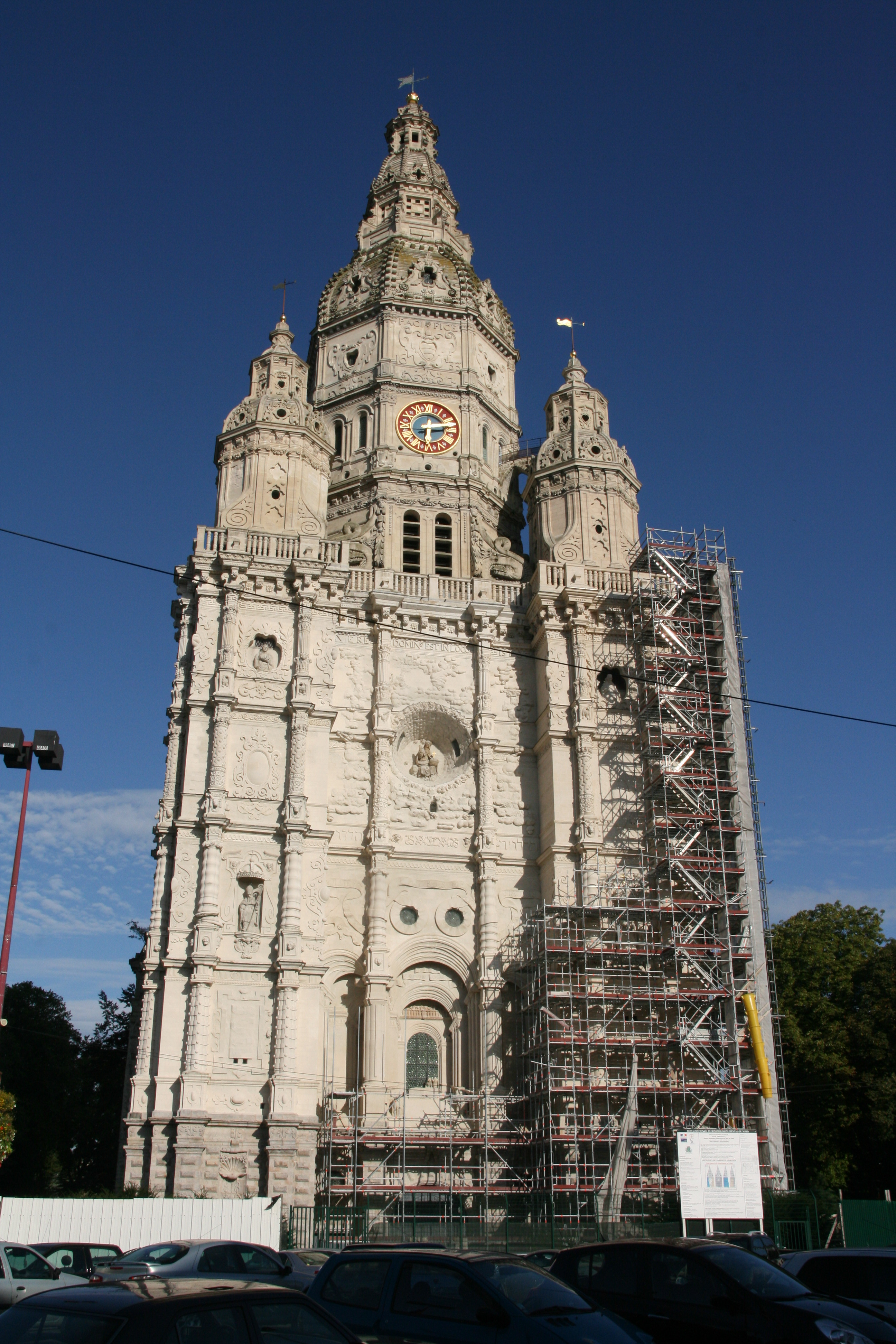
Tour abbatiale de Saint-Amand-les-Eaux

- Tour abbatiale de Saint-Amand-les-Eaux2014 : Plaine de Scarpe, paysages médités - œuvre peint 2004-2014, Musée de la Tour Abbatiale - Saint-Amand-les-Eaux (rétrospective)
- 2016 : Hôtel de ville - Douai + Bibliothèque Marceline Desbordes-Valmore - Douai (textes de Nimrod, poète tchadien, Colette Nys-Mazure, écrivaine belge, Jean Moraisin, poète douaisien, et Samuel Garcia)
- 2019 : Regard en errance, peintures et dessins, Ferme du Château de Bernicourt - Roost-Warendin
- 2022 : Maison du Diocèse - Raismes

## Œuvres acquises par des musées
Outre de nombreuses acquisitions par des collectionneurs privés, quelques œuvres de Jean-Jacques Stenven figurent dans les collections de musées reconnus :
- 1986 : Mémoire de la Scarpe (29 x 38 cm), Musée de la Chartreuse - Douai

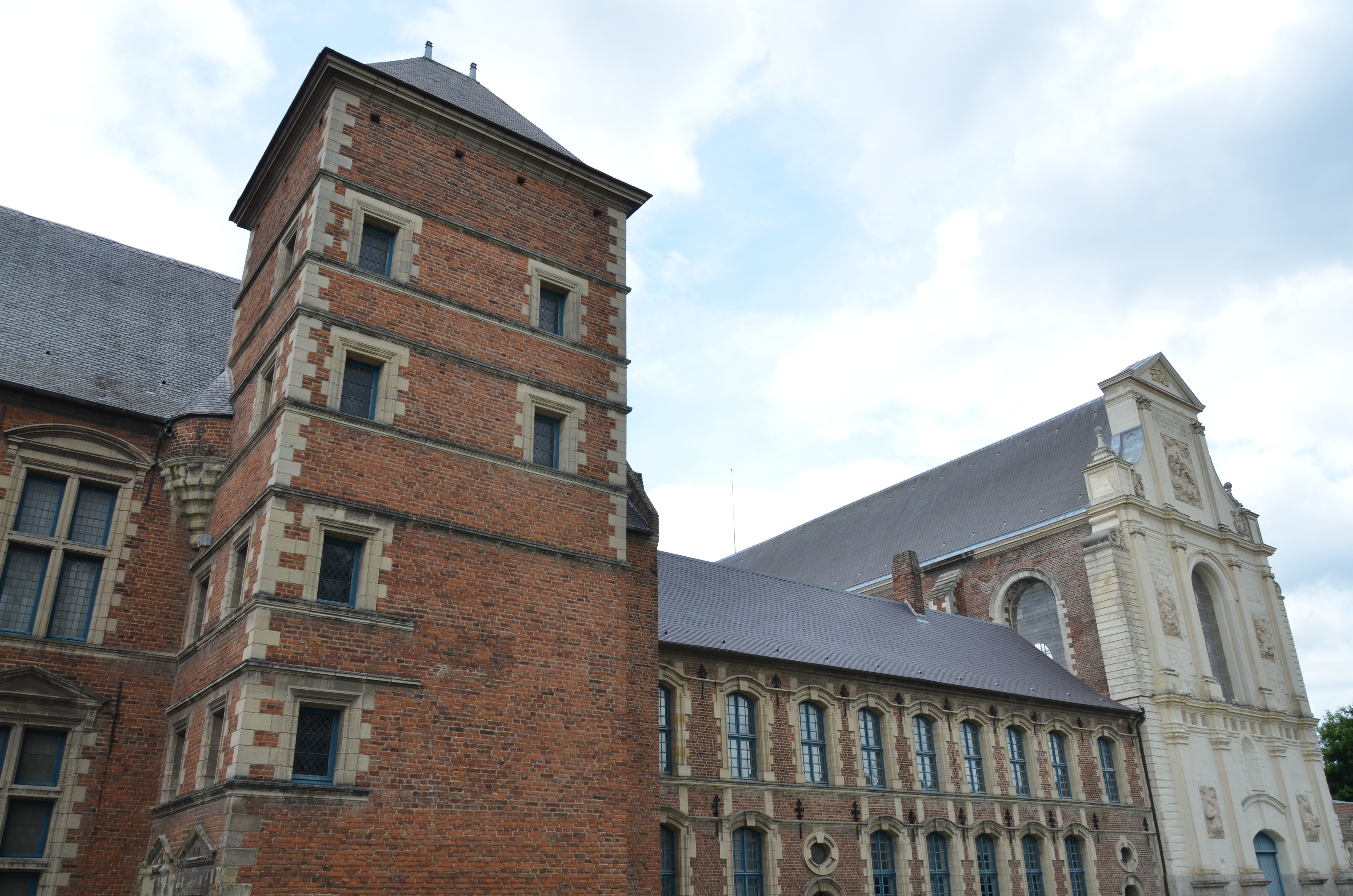
Musée de la Chartreuse de Douai

- Musée de la Chartreuse de Douai1993 : La dame en blanc (73 x 100 cm), Musée de la Chartreuse - Douai
- 1997 : La grande supplication ou le calvaire de Bouvignies (116 x 89 cm), Abbaye Sainte-Marie - Mont des Cats
- 2000 : La mémoire enracinée (diptyque, [36 x 100 cm] x 2), Centre Historique Minier - Lewarde
- 2007 : De la terre dans le ciel (130 x 100 cm), ville de Roost-Warendin

## Sources
1. 1 2 3 4 5 6  Musée de la tour abbatiale de Saint-Amand-les-Eaux, Jean-Jacques Stenven : Plaine de la Scarpe, paysages médités (catalogue de l'exposition Plaine de Scarpe, paysages médités, Musée de la tour abbatiale de Saint-Amand-les-Eaux, du 27 juin au 21 septembre 2014.), Saint-Amand-les-Eaux, Commune de Saint-Amand-les-Eaux, 2014, 36 p.
2. 1 2  « Regards sur le paysage », sur observatoire-paysages.pnth.eu, 2011 (consulté le 8 avril 2017).
3. ↑  Ph. Courcier, « Jean-Jacques Stenven, l'artiste Nature qui aime peindre au Nord », Croix du Nord,‎ 30 mars 2016 (lire en ligne)
4. ↑  « Jean-Jacques Stenven à la Halle aux draps à Douai : que la lumière soit ! », La Voix du Nord - édition Douai,‎ 1er avril 2016